# Chlerogas
Chlerogas is een geslacht van vliesvleugelige insecten van de familie Halictidae.

## Soorten
- C. araguaensis Brooks & Engel, 1999
- C. boliviensis Brooks & Engel, 1999
- C. columbiensis Brooks & Engel, 1999
- C. cooperi Engel, Oliveira & Smith-Pardo, 2006
- C. cyaneus Brooks & Engel, 1999
- C. chlerogas (Vachal, 1904)
- C. hirsutipennis Cockerell, 1919
- C. nephos Brooks & Engel, 1999
- C. tiara Brooks & Engel, 1999
- C. townesi Brooks & Engel, 1999